# San José (Orange Walk)

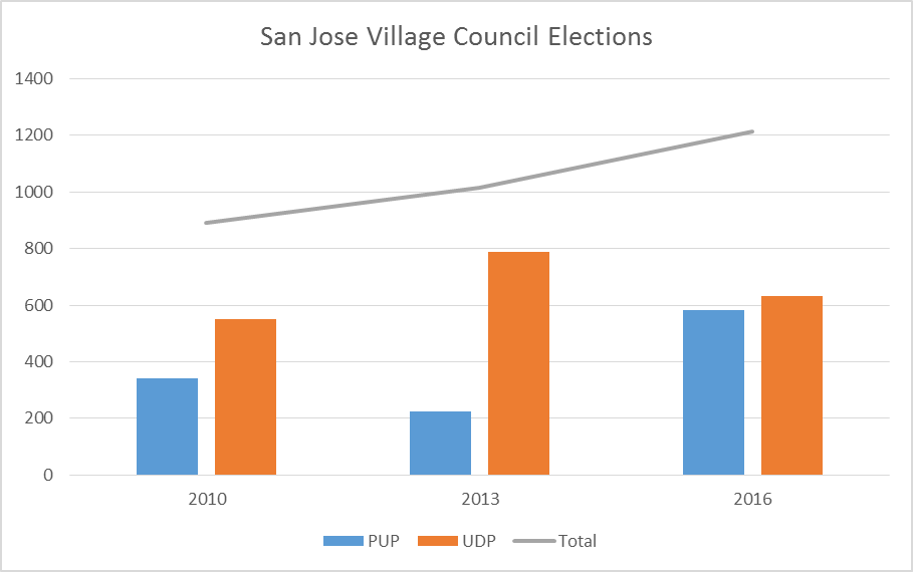
Village Council election results in San Jose for 2010, 2013 and 2016.

San José ist ein Ort im Orange Walk District von Belize. 2010 hatte der Ort 2.862 Einwohner. Das Dorf ist in Bezug auf die Bevölkerung das viertgrößte im Orange Walk District. Die Einwohner gehören mehrheitlich einer gemischten Bevölkerung an mit Yukatekisch-Maya und Mestizo-Abstammung.

## Geographie
San José am Northern Highway liegt unmittelbar südlich von San Pablo und ist nur durch eine Straßenmarkierung von diesem Ort getrennt. Zusammen bilden die beiden Dörfer die drittgrößte Bevölkerungskonglomeration im Orange Walk District mit ca. 4.000 Anwohnern.

## Bevölkerung
Die Bevölkerung besteht aus Maya, Mestizos (Yucatec Mayas), Chinesen, Taiwanesen und anderen Nationalitäten aus Mittelamerika. Die Bevölkerung ist hauptsächlich katholisch geprägt.

## Bildung
In San José gibt es nur eine Grundschule (San José Government School). Kinder gehen auch ins benachbarte San Pablo zur San Pablo Roman Catholic School und in die San Pablo Community School.